# Yet another

Yet another signifie en anglais encore un autre. En informatique, « Yet Another » est le début de nombreux acronymes tels que :
- Yabasic (Yet Another Beginner's All-purpose Symbolic Instruction Code) qui est un langage de programmation,
- YaBB (Yet Another Bulletin Board) qui est un script open source de forums en PHP,
- Yabox (Yet Another Box) qui est moniteur de bases de données basé sur Nagios,
- Yacas (Yet Another Computer Algebra System) qui est un logiciel de calcul formel (CAS, comme Computer Algebra System),
- Yacc (Yet Another Compiler Compiler) qui est un compilateur d'analyseur syntaxique,
- YaCS (Yet Another Content Management), un CMS SEO pour développement Web,
- Yafc (Yet Another FTP Client) qui est un client FTP,
- YafRay (Yet Another Free Ray Tracer), qui est un moteur de rendu pour Blender basé sur la technologie du RayTracing,
- Yahoo! (Yet Another Hierarchical Officious Oracle) un moteur de recherche qui était initialement un annuaire Web,
- YAM (Yet Another Mailer) qui est un logiciel de messagerie,
- Yamb (Yet Another MP4 Box) qui est un utilitaire pour MP4,
- YamiPod (Yet Another iPod manager) qui est un logiciel pour gérer un iPod,
- YAML (Yet Another Markup Language) qui est un format de représentation de données,
- Yaourt (Yet AnOther User Repository Tool) qui est un gestionnaire de packets pour Arch Linux,
- YAP (Yet Another Previewer) qui est un logiciel de prévisualisation de Postscript,
- YAPBAM (Yet Another Personal Bank Account Manager) qui est un logiciel de gestion de compte bancaire,
- YaPSNapp (Yet Another PlayStation Network Application) qui est une application Android,
- YARN (Yet Another Resource Negotiator),
- yaRTI (Yet Another Run-Time Interface) qui est une implémentation libre de l'interface HLA,
- YaST (Yet Another Setup Tool) qui est le programme de configuration de la distribution SuSE,
- YATA (Yet Another Totem Addon) qui est un addon pour le jeu World of Warcraft,
- Yayacc (Yet Another Yet Another Compiler Compiler) qui est un compilateur d'analyseur syntaxique (à vérifier),
- ABC (Yet Another BitTorrent Client),
- Yaws (Yet Another Web Server) qui est un serveur web programmé en Erlang,
- YAWMM (Yet Another Wad Manager Mod) qui est un homebrew Wii permettant la gestion des fichiers .wad.
- NYAN-RP (N'Yet Another RP) qui est une ébauche de mode de jeux pour San Andreas Multi-Player